# Kiki (film 1934)
Kiki è un film del 1934 diretto da Raffaello Matarazzo. la seconda del regista romano. Si tratta di una pellicola considerata definitivamente perduta.

## Trama
Kiki è una intraprendente ragazza che accetta, per necessità, il posto di guardarobiera in un teatro di varietà. Qui svolge con impegno il suo incarico e ben presto si innamora del direttore. Entra così in competizione con la sua fidanzata, che è anche la possessiva e vanitosa "prima donna” dello spettacolo. Si imbarca quindi in una serie di peripezie che, in un crescendo di episodi, la condurranno anche sul palcoscenico, dove diventerà un'attrice di successo. Questo le permetterà finalmente di prevalere sulla rivale e di sposare l'uomo di cui è innamorata.

## Realizzazione del film
Soggetto e produzione. Per Matarazzo Kiki fu il secondo lungometraggio realizzato dopo l'insuccesso di Treno popolare, sua opera d'esordio giudicata per quei tempi innovativa, ma che l'anno precedente era stata sonoramente fischiata dal pubblico in occasione della "prima" romana. Il cocente insuccesso induce Matarazzo «a tentare la strada più sicura per il rapporto col pubblico del cinema di genere: commedia e poi melodramma», dirigendo «una storia divertente costruita sui canoni classici della commedia "indiavolata", dove una serie di disavventure conduce all'immancabile scioglimento dei nodi della vicenda».

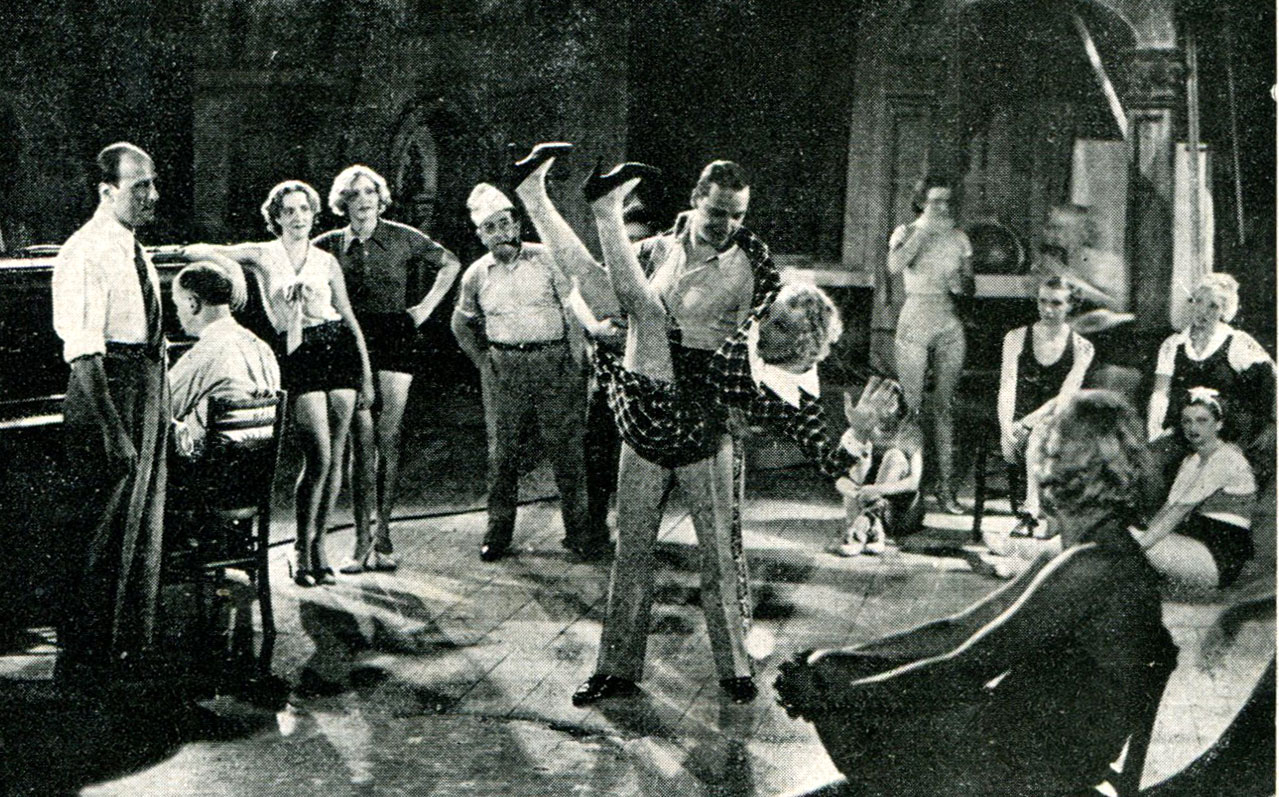
Foto di scena del film con l'attrice austriaca Lotte Menas

Il film, che fu girato presso gli stabilimenti romani della "Cines" in via Vejo, riprendeva il soggetto di una commedia del 1918, che aveva già dato origine a tre precedenti versioni cinematografiche, una francese, una tedesca ed una terza negli USA, con Mary Pickford. La lavorazione durò circa due mesi, essendo iniziata ad agosto 1934 per concludersi alla fine di ottobre dello stesso anno e la sua distribuzione nelle sale iniziò a partire dal mese di dicembre.
Interpreti. I principali interpreti del film, Nino Besozzi (soltanto omonimo del produttore del film Angelo Besozzi) e Lotte Menas costituivano, in quel periodo, una coppia molto richiesta per l'interpretazione di commedie brillanti dopo il successo che avevano colto con Frutto Acerbo, pellicola di genere analogo. L'attrice, il cui vero nome era Liselotte von Greiffenstein, di origine viennese ed a quel tempo diciottenne, aveva acquistato una certa notorietà in Italia negli spettacoli di rivista prodotti dalla compagnia dei fratelli Schwartz, nei quali veniva presentata come «una delle donne più belle del mondo».
Tra gli attori vi era anche Arturo Falconi, fratello del più noto Armando, che morì a Torino nel novembre del '34 poco tempo dopo la fine delle riprese e prima che iniziasse la distribuzione della pellicola nelle sale. Nel cast tecnico del film esordì sul "set", in qualità di aiuto, il futuro regista Camillo Mastrocinque.

## Accoglienza

### Critica
I commenti pubblicati all'uscita del film sono rimasti le uniche fonti disponibili riguardo ad esso. Al tempo la critica, che - al contrario del pubblico - aveva apprezzato l'esordio innovativo di Matarazzo, mise in luce, in qualche caso con accenti di forte contrarietà, il rientro del giovane regista in tematiche più scontate e tradizionali, senza risparmiare anche richiami di tipo nazionalistico.

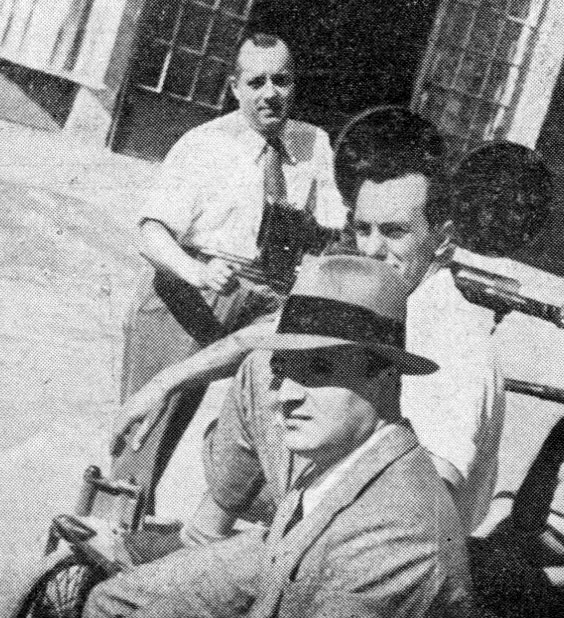
Il regista Matarazzo (con il cappello) durante le riprese del film. Accanto a lui l'operatore Brizzi ed il direttore di produzione Besozzi

Particolarmente negativa fu la recensione de La Tribuna, che pure aveva pubblicato simpatiche anticipazioni quando il film era in lavorazione. In essa il secondo film di Matarazzo veniva definito «l'ultimo rampollo di una stirpe infelice che trae origine dalla manìa di voler rifare in italiano quelle pochades francesi di cui si constata il declino anche nei teatri di posa (…) Pur riconoscendo al regista la capacità di realizzare cose buone, non possiamo affatto riconoscere al genere diritto d'asilo in Italia». Stroncatura anche dalla Rivista del cinematografo: «Matarazzo ha il gravissimo torto di aver preso sotto la sua protezione una trama tanto insulsa e, per giunta, di marca assolutamente non italiana; non è ammissibile che il buon gusto italiano abbia a mettere radici in un campo di rape, qual è quello da cui è uscita la stupidaggine di Kiki».
Più comprensiva l'opinione espressa sul Corriere della Sera, che l'anno precedente era stato tra i più convinti estimatori dell'esordio di Matarazzo secondo cui «nei limiti del soggetto, agile, sicura e piena di impegno è la regia di Raffaele [così nel testo dell'articolo -n.d.r.] Matarazzo. C'è solo da deplorare che a questo impegno i produttori non abbiano saputo offrire una occasione migliore», mentre negativo fu anche il giudizio della Illustrazione italiana: «ho tanto stima per la viennesina [la Menas - n.d.r.] e per ciò appunto mi rodo nel vedere la sua comicità andare sciupata in certe farserelle fuori corso; tutto allora appare posticcio e bugiardo allo stesso modo. Nel quartetto degli interpreti di Kiki il più vivo appare il morto, il povero Arturo Falconi».
Pur essendo un film brillante e senza impegno, Kiki raccolse anche critiche "politiche", quando sul Popolo d'Italia (l'organo ufficiale del PNF) ci si chiedeva «è proprio il genere di Kiki quello che gioverà alla cura ricostituente della cinematografia italiana ?».
Successivamente, anche tra quanti presero in esame, in vario modo, la filmografia di Matarazzo, Kiki non è mai stato oggetto di specifici commenti, sia per la natura dell'opera che per la sua irreperibilità. La stessa Prudenzi, nella monografia dedicata al regista, limita a poche righe il commento di questo film, definendolo «una sciocchezza, che ebbe i suoi detrattori ed i suoi estimatori, anche se tutti furono pronti a riconoscere al film il merito di divertire».

### Esito commerciale
Così come per tutta la produzione italiana degli anni trenta, anche per Kiki non esistono dati ufficiali sui risultati economici del film, né le fonti forniscono elementi indiretti a tale proposito.